# Valentina Pace
Valentina Pace (Roma, 21 giugno 1977) è un'attrice italiana.

## Biografia
Partecipa al concorso di Miss Italia nel 1995, vincendo il titolo di Miss Cinema, che le apre le porte nel mondo della recitazione.
Debutta nel 1997 come Ballerina di Siviglia nel programma Macao, regia di Gianni Boncompagni e nei fotoromanzi. Abbandonati gli studi universitari, studia recitazione con Beatrice Bracco e in seguito con Giulio Scarpati.
Nel 1999 interpreta il ruolo di Virginia Castellano nella miniserie tv in due puntate, Morte di una ragazza perbene, diretta da  Luigi Perelli e trasmessa da Rai Uno; l'anno successivo partecipa alla miniserie di Rai 2, Giochi pericolosi, regia di Alfredo Angeli. Nel 2001 è tra i protagonisti del film thriller Prigionieri di un incubo, regia di Franco Salvia, ed  ha il ruolo di Giulia nel film South Kensington di Carlo Vanzina.
Nel 2002 ritorna in TV, interpretando il ruolo di Anna nella miniserie in sei puntate in onda su Canale 5, Ma il portiere non c'è mai?. Dallo stesso anno è nel cast della soap opera di Rai 3, Un posto al sole, dove interpreta il ruolo di Elena Giordano fino al 2004. Nel 2005 torna nel cast del soap, rimanendoci fino al 2010. Tornerà successivamente per diversi episodi nel 2014, nel 2016 e dal 2017 al 2019, nel 2023 e dal 2025. Nel 2005 interpreta il ruolo di Anna nel film L'uomo spezzato, regia di Stefano Calvagna. Nel 2006 prende parte a Un posto al sole d'estate, versione estiva della soap opera di Rai Tre, ne farà parte anche nel 2007 oltre ad interpretare il ruolo di Paola nella serie tv Carabinieri. Nello stesso anno gira la miniserie in otto puntate, La figlia di Elisa - Ritorno a Rivombrosa, regia di Stefano Alleva, dove interpreta il ruolo di Emilia Radicati.

## Filmografia

### Cinema
- Prigionieri di un incubo, regia di Franco Salvia (2001)
- South Kensington, regia di Carlo Vanzina (2001)
- L'uomo spezzato, regia di Stefano Calvagna (2005)

### Televisione
- Morte di una ragazza perbene, regia di Luigi Perelli (1999)
- Giochi pericolosi, regia di Alfredo Angeli (2000)
- Ma il portiere non c'è mai?, regia di Carlo Corbucci, Rossano Mancin e Giuseppe Moccia (2002)
- Un posto al sole, registi vari (2002-2004, 2005-2010, 2014-2015, 2016, 2017-2019, 2023, 2025-in corso)
- Un posto al sole d'estate, registi vari (2006-2007)
- Carabinieri 6, regia di Sergio Martino (2007)
- La figlia di Elisa - Ritorno a Rivombrosa, regia di Stefano Alleva (2007)
- Carabinieri 7, regia di Raffaele Mertes e Giandomenico Trillo (2008)
- Rex, regia di Marco Serafini - Miniserie TV (2010)
- Provaci ancora prof! - Serie TV (2017)

### Pubblicità
- Dietoline (1995)
- Lycia Persona (1995)
- Moment rosa (2016)
- Oral-B  (2017)
- Verisure    (2021)

## Televisione
- Macao (Rai 2, 1997-1998)
- Quelli che il calcio (Rai 2, 1998-1999)
- Punti di svista (Rai 2, 1999)